# Gouvernement Dmitri Medvedev (2)
 (juin 2023).
Si vous disposez d'ouvrages ou d'articles de référence ou si vous connaissez des sites web de qualité traitant du thème abordé ici, merci de compléter l'article en donnant les références utiles à sa vérifiabilité et en les liant à la section « Notes et références ».
Fédération de Russie
Medvedev I Michoustine
Le gouvernement Dmitri Medvedev II est le gouvernement de la Russie du 18 mai 2018 au 21 janvier 2020 à la suite de la nomination de Dmitri Medvedev comme président du gouvernement par Vladimir Poutine récemment réélu.

## Historique

### Formation
Le gouvernement a commencé à se former après l'investiture de Vladimir Poutine le 7 mai 2018, lorsque Poutine a nommé Medvedev au poste de Premier ministre.
Le même jour, Russie unie a décidé de soutenir Medvedev. Étant donné que Russie unie détient plus de la moitié des sièges à la Douma , Medvedev deviendrait Premier ministre, même si tous les autres partis votaient contre.  Le 8 mai, le Parti libéral-démocrate a également exprimé son soutien à Dmitry Medvedev et a nommé six candidats aux postes de ministre. Le même jour, après une réunion avec Dmitry Medvedev, le Parti communiste et Russie juste a refusé de soutenir Medvedev.

### Vote de confiance à la Douma
| Candidat | Candidat        | Date       |                         | Parti       | Parti | Membres | Votes  | Votes      | Votes       | Votes |
| Candidat | Candidat        | Date       | Pour                    | Parti       | Parti | Membres | Contre | Abstention | Ne vote pas |       |
| -------- | --------------- | ---------- | ----------------------- | ----------- | ----- | ------- | ------ | ---------- | ----------- | ----- |
|          | Dmitri Medvedev | 8 mai 2018 |                         | Russie unie | 339   | 330     | 0      | 0          | 9           |       |
|          | Dmitri Medvedev | 8 mai 2018 | Parti communiste        | 42          | 0     | 37      | 0      | 5          |             |       |
|          | Dmitri Medvedev | 8 mai 2018 | Parti libéral-démocrate | 40          | 39    | 0       | 0      | 1          |             |       |
|          | Dmitri Medvedev | 8 mai 2018 | Russie juste            | 23          | 4     | 19      | 0      | 0          |             |       |
|          | Dmitri Medvedev | 8 mai 2018 | Rodina                  | 1           | 1     | 0       | 0      | 0          |             |       |
|          | Dmitri Medvedev | 8 mai 2018 | Plateforme civique      | 1           | 0     | 0       | 0      | 1          |             |       |
|          | Dmitri Medvedev | 8 mai 2018 | Vacants                 | 4           | 4     | 4       | 4      | 4          |             |       |
| Total    | Total           | 8 mai 2018 | 450                     | 374         | 56    | 0       | 16     |            |             |       |
| Source   |                 |            |                         |             |       |         |        |            |             |       |

### Démission
Le 15 janvier 2020, Vladimir Poutine annonce la création du poste de vice-président du Conseil de sécurité de la Russie lors de son discours annuel devant l'Assemblée fédérale. Il propose le nom de Medvedev qui annonce la démission du gouvernement quelque temps après.

## Composition
- Les nouveaux ministres sont indiqués en gras, ceux ayant changé d'attributions en italique.

| Image                           | Fonction | Titulaire | Titulaire                | Parti          |
| ------------------------------- | --- | --------- | ------------------------ | -------------- |
|                                 | Président du gouvernement |           | Dmitri Medvedev          | Russie Unie    |
| Vice-présidents du gouvernement | |           |                          |                |
|                                 | Premier vice-président du gouvernement Chargé de la politique Financière et Économique Ministre des Finances                                   |           | Anton Silouanov          | Russie Unie    |
|                                 | Vice-présidente du gouvernement Chargée de la Culture, du Tourisme et du Sport                                                                 |           | Olga Golodets            | Russie Unie    |
|                                 | Vice-présidente du gouvernement Chargée de la Politique sociale                                                                                |           | Tatiana Golikova         | Russie Unie    |
|                                 | Vice-président du gouvernement Chargé du Complexe énergétique et industriel                                                                    |           | Dmitri Kozak             | Russie Unie    |
|                                 | Vice-président du gouvernement Chargé du Développement régional                                                                                |           | Vitali Moutko            | Russie Unie    |
|                                 | Vice-président du gouvernement Chargé des Transports, des Communications et de la Numérisation de l'économie                                   |           | Maksim Akimov            | Russie Unie    |
|                                 | Vice-président du gouvernement Chargé de l'Industrie et de la Défense                                                                          |           | Iouri Borissov           | Sans étiquette |
|                                 | Vice-président du gouvernement Chargé du Complexe agro-industriel, des Ressources naturelles et de l'Écologie                                  |           | Alekseï Gordeïev         | Russie Unie    |
|                                 | Vice-président du gouvernement Chef de cabinet                                                                                                 |           | Constantin Tchouïtchenko | Russie Unie    |
|                                 | Vice-président du gouvernement Représentant plénipotentiaire du président de la fédération de Russie dans le district fédéral d'Extrême-Orient |           | Youri Troutnev           | Russie Unie    |
| Ministres                       | |           |                          |                |
|                                 | Ministre de l'intérieur |           | Vladimir Kolokoltsev     | Russie Unie    |
|                                 | Ministre des Situations d'urgence |           | Evgueni Zinitchev        | Sans étiquette |
|                                 | Ministre de la Santé |           | Veronika Skvortsova      | Sans étiquette |
|                                 | Ministre des Affaires étrangères |           | Sergueï Lavrov           | Russie Unie    |
|                                 | Ministre de la Culture |           | Vladimir Medinski        | Russie Unie    |
|                                 | Ministre de la Défense |           | Sergueï Choïgou          | Russie Unie    |
|                                 | Ministère de l'Éducation et de la Science |           | Olga Vassilieva          | Sans étiquette |
|                                 | Ministre des Sciences et de l'Enseignement supérieur (ru)                                                                                      |           | Mikhaïl Kotioukov        | Sans étiquette |
|                                 | Ministre des Affaires du Caucase du Nord (ru)                                                                                                  |           | Sergueï Tchebotariov     | Sans étiquette |
|                                 | Ministre du Développement de l'extrême Orient et de l'Arctique (ru)                                                                            |           | Aleksandr Kozlov         | Russie Unie    |
|                                 | Ministre des Ressources naturelles et de l'Environnement                                                                                       |           | Dmitri Kobylkine         | Russie Unie    |
|                                 | Ministre de l'Industrie et du Commerce (ru) |           | Denis Manturov           | Russie Unie    |
|                                 | Ministre du Développement numérique, des Communications et des Médias (ru)                                                                     |           | Konstantin Noskov        | Sans étiquette |
|                                 | Ministre de l'Agriculture |           | Dmitri Patrouchev        | Sans étiquette |
|                                 | Ministre de la Construction et du Logement (ru)                                                                                                |           | Vladimir Iakouchev       | Russie Unie    |
|                                 | Ministre des Sports (ru) |           | Pavel Kolobkov           | Sans étiquette |
|                                 | Ministre des Transports |           | Evgueni Dietrich         | Sans étiquette |
|                                 | Ministre du Travail et de la Protection sociale (ru)                                                                                           |           | Maxime Topiline          | Russie Unie    |
|                                 | Ministre de la Justice |           | Aleksandr Konovalov      | Russie Unie    |
|                                 | Ministre du Développement économique |           | Maksim Orechkine         | Russie Unie    |
|                                 | Ministre de l'Énergie (ru) |           | Alexandre Novak          | Russie Unie    |